# Tillier (Belgique)
Pour les articles homonymes, voir Tillier.
Tillier (en wallon Tier) est une section de la commune belge de Fernelmont située en Région wallonne dans la province de Namur. C'était une commune à part entière avant la fusion des communes de 1977.

## Étymologie
Son nom vient du latin Tuillerum (« tuile »). Les Romains y fabriquaient des tuiles à partir du sol fort argileux.

## Géographie

### Hydrographie
Le village est traversé par le Hénemont et le ruisseau du saule des Henriaut.

## Évolution démographique
- Source: DGS, 1831 à 1970=recensements population, 1976= habitants au 31 décembre

## Liste des bourgmestres de 1830 à 1977
- Auguste Doucet de Tillier, de 1890 à 1895 et de 1908 à 1921, (Parti Catholique).

## Patrimoine et culture

### Patrimoine architectural
- Eglise Saint-Feuillen. Construite en esprit classique en 1761 et agrandie d'une travée en 1898[1].
- Ferme de Jonquoy. Ancien bien de l'abbaye de Marche-les-Dames, qui est mentionné au début du XVIIe siècle[2].
- Château du Tronquoy. Demeure en style néo-classique qui s'est développé au XIXe siècle à partir de l'ancien presbytère acquis à la Révolution française par la famille de Pierpont et quelques années après, par la famille Doucet[2].
- Ferme de l'Abbaye. Citée au début du XVIIe siècle, ancienne propriété de Marche-les-Dames[3].

### Culture
Jusqu'à l'aube des années 2000, Tillier était le théâtre d'un spectacle de Noël mis en scène et joué par les gens du village : « Tillier Noël ».

## Personnalités
Le docteur Paul-Lambin est enterré au cimetière de Tillier, ainsi que Mgr Doucet de Tillier (un des instigateurs de la constitution belge).